# 8-я пехотная дивизия (Российская империя)
8-я пехотная дивизия — пехотное соединение в составе Русской императорской армии.
Штаб дивизии: Пултуск (1903 год, 1907 год), Варшава (1911 год, 1914 год). С конца 1880-х годов дивизия входила в 15-й армейский корпус.

## История дивизии

### Формирование
Сформирована 5 февраля 1806 года как 6-я дивизия, через три месяца переименована в 7-ю дивизию. До 13 октября 1810 года в состав дивизии входила кавалерийская бригада. С 1811 года дивизия переименована в 7-ю пехотную. Впоследствии наименования и состав частей дивизии неоднократно изменялись.
Наименования дивизии:
- 05.02.1806—04.05.1806 — 6-я дивизия[2]
- 04.05.1806—31.03.1811 — 7-я дивизия
- 31.03.1811—20.05.1820 — 7-я пехотная дивизия
- 20.05.1820—02.04.1833 — 10-я пехотная дивизия
  - 22.09.1829 — 1-я и 2-я бригады 10-й дивизии вместе с начальником дивизии перешли в 9-ю пехотную дивизию, а её начальник вместе с 1-й и 2-й бригадами — в 10-ю[3].
- 02.04.1833—хх.хх.1918 — 8-я пехотная дивизия

В 1812 в состав дивизии входили:
- 1-я бригада
  - Псковский пехотный полк
  - Московский пехотный полк
- 2-я бригада
  - Либавский пехотный полк
  - Софийский пехотный полк
- 3-я бригада
  - 11‑й егерский полк
  - 36‑й егерский полк
- 7‑я полевая артиллерийская бригада

### Боевые действия

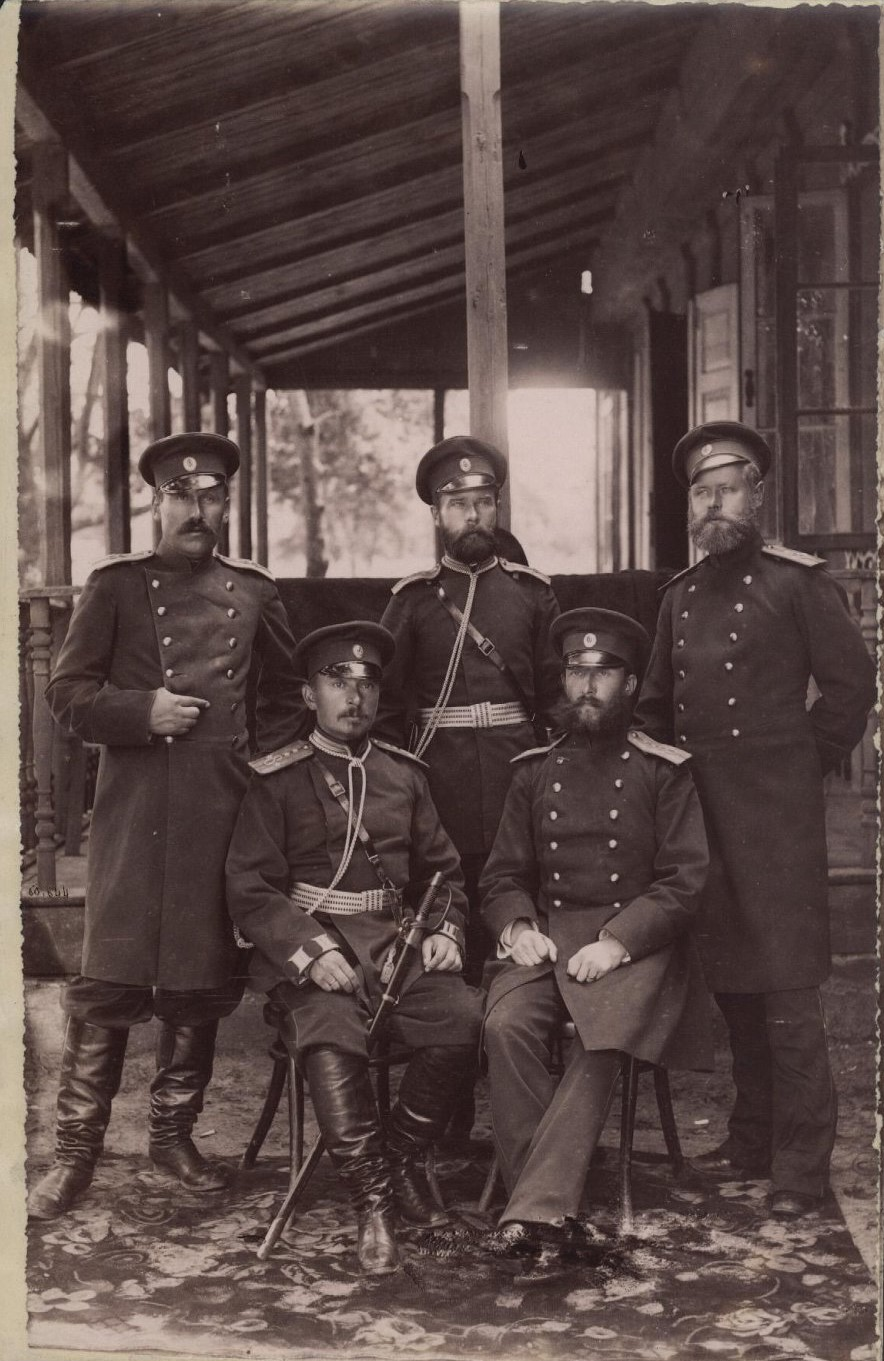
Офицеры 8-й пехотной дивизии РИА. 1880-е гг.

- Сражения в Польше и Восточной Пруссии в ходе Войны четвёртой коалиции против наполеоновской Франции: битвы при Голымине, при Прейсиш-Эйлау, при Гуттштадте, при Гейльсберге и под Фридландом.
- В ходе Отечественной войны 1812 г. 7-я пехотная дивизия участвовала в сражениях под Смоленском, при Бородино, под Малоярославцем. В ходе Заграничного похода русской армии дивизия приняла участие в сражениях на реке Кацбахе, и при Дрездене, а затем при Бриенн-ле-Шато, Ла-Ротьере, Монмирайе и Лаоне.
- В 1828 — 1829 гг. дивизия участвовала в русско-турецкой войне: в осаде Кюстенджи (Констанцы), во взятии и последующей обороне г. Праводы и в осаде Варны.
- В 1830 г. дивизия приняла участие в Польской кампании, в частности, в штурме Варшавы.
- В марте 1846 г. отряд русских войск под командованием начальника 8-й пехотной дивизии ген. Ф.С. Панютина принял участие в подавлении Краковского восстания.
- В апреле 1849 г. в ходе Венгерского похода русской армии сводная дивизия под командованием ген. Ф.С. Панютина была по железной дороге переброшена на театр боевых действий против восставших венгров, что стало одним из первых примеров железнодорожной перевозки войск в ходе военного конфликта. В сводную дивизию входила часть подразделений 8-й пд, в частности, Черниговский пехотный полк. В последующие месяцы сводная дивизия приняла участие в ряде боевых столкновений с венгерскими войсками: в битве при Переде, осаде крепости Коморн, в сражении при Темешваре. Остальные полки 8-й пд, помимо Черниговского, также участвовали в боях с венграми в составе других сводных отрядов русской армии.
- В ходе Крымской войны дивизия участвовала в осаде крепости Силистрия на дунайском театре военных действий, затем была переброшена в Крым, где приняла участие в штурме Евпатории, а затем в обороне Севастополя.
- В 1863 - 1864 гг. подразделения дивизии участвовали в подавлении польского восстания.
- Первая мировая война: 
  - В августе 1914 г. в ходе Восточно-Прусской операции дивизия в составе 15-го армейского корпуса 2-й армии ген. А.В. Самсонова дивизия участвовала в победном бою у Орлау-Франкенау[4], позднее попала в окружение и была разгромлена. Из окружения удалось пробиться отдельным группам солдат и офицеров[5].
  - К началу февраля 1915 г. дивизия была восстановлена и приняла участие в оборонительных боях в районе Гродненской крепости.
  - Дивизия – участница Таневского сражения 18 – 25 июня 1915 г.[6][7][8][9][10] и Люблин-Холмского сражения 9 - 22 июля 1915 г.[11][12]

## Состав дивизии (с 02.04.1833, места дислокации и полные наименования частей - на нач. XX в.)
- 1-я бригада (1903: Прасныш; 1913: Варшава)
  - 29-й пехотный Черниговский генерал-фельдмаршала гр. Дибича-Забалканского полк
  - 30-й пехотный Полтавский полк
- 2-я бригада (1903: Пултуск; 1913: Варшава)
  - 31-й пехотный Алексопольский полк
  - 32-й пехотный Кременчугский полк
- 8-я артиллерийская бригада (1903: Пултуск; 1913: Варшава), (48 орудий — два дивизиона).

## Знаки различия

### Офицеры
| Описание     | Знаки различия по состоянию 1904-1909 гг. | Знаки различия по состоянию 1904-1909 гг. | Знаки различия по состоянию 1904-1909 гг. | Знаки различия по состоянию 1904-1909 гг. | Знаки различия по состоянию 1904-1909 гг. | Знаки различия по состоянию 1904-1909 гг. | Знаки различия по состоянию 1904-1909 гг. |
| погоны       |                                           |                                           |                                           |                                           |                                           |                                           |                                           |
| ------------ | ----------------------------------------- | ----------------------------------------- | ----------------------------------------- | ----------------------------------------- | ----------------------------------------- | ----------------------------------------- | ----------------------------------------- |
| Классный чин | полковник                                 | подполковник                              | Капитан                                   | штабс-капитан                             | поручик                                   | подпоручик                                | прапорщик                                 |
| Группа       | штаб-офицеры                              | штаб-офицеры                              | штаб-офицеры                              | обер-офицеры                              | обер-офицеры                              | обер-офицеры                              | обер-офицеры                              |

### Унтер-офицеры и рядовые
| Воинское звание | Зауряд-прапорщик (произведенный из фельдфебелей) | Фельдфебель   | Старший унтер-офицер | Младший унтер-офицер | Ефрейтор | Рядовой |
| Группа          | Унтер-офицеры                                    | Унтер-офицеры | Унтер-офицеры        | Унтер-офицеры        | Рядовые  | Рядовые |

## Командование дивизии
(Командующий в дореволюционной терминологии означал временно исполняющего обязанности начальника или командира. Должности начальника дивизии соответствовал чин генерал-лейтенанта, и при назначении на эту должность генерал-майоров они оставались командующими до момента своего производства в генерал-лейтенанты).

### Начальники дивизии
- 05.02.1806 — 19.04.1810[13] — генерал-лейтенант Дохтуров, Дмитрий Сергеевич
  - хх.хх.1808 — 19.04.1810 — командующий генерал-майор Чаплиц, Ефим Игнатьевич
- 19.04.1810 — 16.03.1819[14] — генерал-лейтенант Капцевич, Пётр Михайлович
  - 29.05.1813 — 15.07.1813 — командующий генерал-майор Ляпунов, Дмитрий Петрович
  - 15.07.1813 — 03.09.1813 — командующий полковник Айгустов, Алексей Иванович
  - 03.09.1813 — 29.08.1814 — командующий генерал-майор Талызин, Александр Иванович
  - 02.10.1814 — 14.06.1815 — командующий генерал-майор Левицкий, Михаил Иванович
- 25.03.1819 — 20.09.1821 — генерал-майор Маслов, Андрей Тимофеевич
- 20.09.1821 — 01.01.1823 — генерал-майор Писарев, Александр Александрович
- 01.02.1823 — 31.10.1828 — генерал-майор (с 22.08.1826 генерал-лейтенант) Свечин, Никанор Михайлович
- 31.10.1828 — 04.10.1829 — генерал-майор (с 08.11.1828 генерал-лейтенант) Нагель, Павел Илларионович
- 04.10.1829 — 15.10.1834 — генерал-лейтенант Бартоломей, Алексей Иванович
- 15.10.1834 — 29.07.1849 — генерал-майор (с 18.04.1837 генерал-лейтенант, с 15.06.1849 генерал-адъютант) Панютин, Фёдор Сергеевич
- 16.08.1849 — 16.05.1854[15] — генерал-майор (с 06.12.1849 генерал-лейтенант) Сельван, Дмитрий Дмитриевич
- 16.05.1854 — 15.01.1855 — командующий генерал-майор Попов, Александр Иванович
- 15.01.1855 — 17.09.1855 — генерал-майор Свиты Е. И. В. (с 15.06.1855 генерал-адъютант, с 08.09.1855 генерал-лейтенант) князь Урусов, Павел Александрович
- 22.09.1855 — 01.02.1860 — генерал-майор (с 30.08.1857 генерал-лейтенант) Тетеревников, Николай Кузьмич
- 01.02.1860 — 01.08.1861 — генерал-лейтенант Манюкин, Захар Степанович
- 01.08.1861 — 24.12.1863 — генерал-лейтенант Рудановский, Леонид Платонович
- 24.12.1863 — 05.06.1864 — командующий генерал-майор Костанда, Апостол Спиридонович
- 05.06.1864 — 13.08.1864 — командующий генерал-майор Соболевский, Василий Львович
- 13.08.1864 — 24/25.01.1877[16] — генерал-майор (с 20.05.1868 генерал-лейтенант) Эггер, Артур Фёдорович
- 29.01.1877 — 02.02.1877 — командующий генерал-майор Шульман, Александр Карлович
- 02.02.1877 — хх.хх.1879 — генерал-лейтенант Сарачинский, Михаил Ильич
- 29.07.1879 — 27.02.1887 — генерал-майор (с 30.08.1879 генерал-лейтенант) Веймарн, Фёдор Петрович
- 08.05.1887 — 18.09.1890 — генерал-лейтенант Разгильдеев, Пётр Анемподистович
- 29.09.1890 — 09.08.1894 — генерал-лейтенант граф Комаровский, Дмитрий Егорович
- 19.08.1894 — 29.02.1900 — генерал-майор (с 14.11.1894 генерал-лейтенант) Курсель, Виктор Магнусович
- 20.03.1900 — 09.02.1904 — генерал-лейтенант Прокопе, Герман Берндтович
- 16.03.1904 — 03.06.1906 — генерал-майор (с 06.12.1904 генерал-лейтенант) Михайлов, Николай Григорьевич
- 03.06.1906 — 01.10.1907 — генерал-лейтенант Экк, Эдуард Владимирович
- 13.11.1907 — 17.08.1914[17] — генерал-лейтенант барон Фитингоф, Евгений Эмильевич
- 21.12.1914 — 05.07.1915 — генерал-лейтенант Колянковский, Эдуард Аркадьевич
- 25.08.1915 — 18.04.1917 — командующий генерал-майор Пригоровский, Алексей Алексеевич
- 08.06.1917 — хх.хх.хххх — командующий генерал-майор Богданович, Сергей Ильич

### Начальники штаба дивизии
Должность начальника штаба дивизии введена 1 января 1857 года
- 01.01.1857 — 08.02.1857 — подполковник Стренг, Андрей Оттонович
- 08.02.1857 — 02.07.1858 — подполковник Волошинский, Осип Яковлевич
- 02.07.1858 — 13.03.1859 — подполковник Яроцкий, Венедикт Яковлевич
- 13.03.1859 — 25.12.1860 — подполковник (с 15.08.1860 полковник) Богуславский, Александр Петрович
- 25.12.1860 — 15.12.1861 — подполковник Витковский, Гекидий Иванович
- 15.12.1861 — 25.03.1864 — полковник Краевский, Фёдор Иванович
- 25.03.1864 — 13.02.1865 — подполковник Бартоломей, Александр Фёдорович
- 13.02.1865 — после 01.10.1866 — полковник Колянковский, Тит Петрович
- хх.12.1866 — хх.хх.1878 — подполковник (с 30.05.1867 полковник) Жаданов, Венедикт Иванович
- 01.07.1878 — 07.12.1888 — подполковник (с 01.04.1879 полковник) Яновский, Александр Васильевич
- 10.12.1888 — 04.04.1894 — полковник Богуцкий, Фёдор Кононович
- 08.04.1894 — 09.01.1896 — полковник фон Лайминг, Павел Александрович
- 19.01.1896 — 17.05.1896 — полковник Шредер, Адольф Оттович
- 17.05.1896 — 20.06.1898 — полковник Фёдоров, Михаил Фёдорович
- 20.06.1898 — 24.04.1902 — полковник Ольховский, Михаил Иванович
- 11.07.1902 — 27.08.1903 — полковник Поливанов, Николай Дмитриевич
- 14.10.1903 — 27.07.1910 — подполковник (с 17.04.1905 полковник) Новицкий, Фёдор Фёдорович
- 05.08.1910 — 15.03.1912 — полковник Пороховщиков, Александр Сергеевич
- 03.04.1912 — 19.07.1914 — полковник Желтышев, Владимир Александрович
- 07.08.1914 — 17.08.1914[18] — полковник Давыдов, Леонид Иванович
- 20.12.1914 — 16.05.1915 — и. д. подполковник Попов, Михаил Киприанович
- 16.05.1915 — 19.07.1915 — и. д. полковник Кадошников, Андрей Фёдорович
- 16.08.1915 — 05.02.1916 — и. д. полковник Попов, Николай Иванович
- 24.03.1916 — 08.08.1916 — и. д. полковник Кривенко, Виктор Васильевич
- 30.09.1916 — 11.07.1917 — полковник Климович, Антон Карлович
- 13.07.1917 — хх.хх.хххх — и. д. подполковник Гатовский, Александр Николаевич

### Командиры 1-й бригады
В период с 28 марта 1857 по 30 августа 1873 должности бригадных командиров были упразднены.
После начала Первой мировой войны в дивизии была оставлена должность только одного бригадного командира, именовавшегося командиром бригады 8-й пехотной дивизии.
- 05.02.1806 — 17.01.1811 — генерал-майор Запольский, Андрей Васильевич
- 17.01.1811 — 06.11.1811[19] — генерал-майор Вадковский, Яков Егорович
  - 17.01.1811 — 06.11.1811 — командующий полковник Монахтин, Фёдор Фёдорович
- 06.11.1811 — 29.08.1814[20] — полковник (с 21.11.1812 генерал-майор) Ляпунов, Дмитрий Петрович
  - 16.04.1814 — 29.08.1814 — командующий полковник Костромитинов, Иван Федосеевич
- 29.08.1814 — 21.11.1815[21] — генерал-майор Левицкий, Михаил Иванович
  - 02.10.1814 — 21.11.1815 — командующий генерал-майор Жемчужников, Аполлон Степанович
- хх.12.1815 — 19.06.1818[22] — генерал-майор князь Гурьялов, Иван Степанович
- 19.06.1818 — 08.11.1818 — командующий полковник Кромин, Павел Евграфович
- 08.11.1818 — 10.03.1819 — генерал-майор Попов, Иван Иванович
- 06.04.1819 — 14.01.1821 — генерал-майор Антропов, Николай Николаевич
- 14.01.1821 — 11.05.1824 — генерал-майор Криштафович, Егор Константинович
- 20.07.1824 — 12.12.1824 — генерал-майор Нагель, Павел Илларионович
- 12.12.1824 — 17.01.1829 — генерал-майор де Жерве, Карл Леонтьевич
- 23.01.1829 — 04.10.1829 — генерал-майор Семишин, Павел Михайлович
- 04.10.1829 — 04.10.1832 — генерал-майор Чебышёв, Сергей Сергеевич
- 04.10.1832 — 02.04.1833 — командующий полковник Леман, Павел Михайлович
- 02.04.1833 — 15.10.1834 — генерал-майор Гельвиг, Александр Яковлевич
- 15.10.1834 — 14.05.1845 — генерал-майор Коцебу, Мориц Августович
- 17.05.1845 — 25.04.1846 — генерал-майор Ушаков, Александр Клеонакович
- 26.04.1846 — 01.03.1850[23] — генерал-майор Кобяков, Егор Андреевич
- 25.03.1850 — 28.03.1857 — генерал-майор Замарин, Иван Михайлович[24]
- 30.08.1873 — 22.02.1877 — генерал-майор Токмачёв, Владимир Лаврович
- 24.02.1877[25] — 11.03.1887 — генерал-майор Засс, Фридрих Петрович
- 16.03.1887 — 22.08.1890 — генерал-майор Гротенгельм, Александр Александрович
- 27.08.1890 — 28.01.1891 — генерал-майор Шестаков, Владимир Александрович
- 04.02.1891 — 09.06.1891 — генерал-майор Кузяевский, Александр Николаевич
- 13.06.1891 — 22.01.1894 — генерал-майор Дудицкий-Лишин, Вячеслав Михайлович
- 26.01.1894 — 14.01.1898[26] — генерал-майор Баранов, Александр Евграфович
- 14.01.1898 — 14.01.1900 — генерал-майор Кокин, Леонид Андреевич
- 15.02.1900 — 14.02.1901 — генерал-майор Кашперов, Алексей Петрович
- 23.04.1901 — 16.07.1901 — генерал-майор Зноско-Боровский, Николай Александрович
- 23.07.1901 — 14.01.1904 — генерал-майор Эсаулов, Михаил Нилович
- 25.01.1904 — 14.01.1905 — генерал-майор Деви, Владимир Петрович
- 21.05.1905 — 15.12.1908 — генерал-майор Грязнов, Николай Павлович
- 15.01.1909 — 07.04.1911 — генерал-майор Чанышев, Шайхил-Ислам-Мухаммед Гиреевич
- 07.04.1911 — 10.08.1914[27] — генерал-майор Богацкий, Адам Иванович
  - с 11.08.1914 — полковник Новицкий, Фёдор Фёдорович (временный командующий, в связи с контузией А. И. Богацкого)
- 12.11.1914 — 25.08.1915 —генерал-майор Пригоровский, Алексей Алексеевич
- 27.08.1915 — хх.хх.1917 — генерал-майор Сурин, Станислав-Сильвестр Онуфриевич

### Командиры 2-й бригады
- 05.02.1806 — хх.11.1806 — генерал-майор Марков, Евгений Иванович
- хх.11.1806 — 16.05.1807 — генерал-майор Стратон-Потапов, Лев Иванович
- 21.05.1807 — 16.08.1807 — командующий полковник Гернет, Карл
- 16.08.1807 — 19.10.1810 — генерал-майор Левицкий, Михаил Иванович
- 19.10.1810 — 27.03.1811 — генерал-майор Бенардос, Пантелеймон Егорович
- 27.03.1811 — 12.03.1812 — генерал-майор граф де Бальмен, Антон Богданович
- 12.03.1812 — 25.08.1812 — командующий полковник Айгустов, Алексей Иванович
- 25.08.1812 — 31.08.1812[28] — командующий генерал-майор Костенецкий, Василий Григорьевич
- 31.08.1812 — 15.07.1813 — командующий полковник Айгустов, Алексей Иванович
- 03.09.1813 — 13.09.1816[29] — генерал-майор Талызин, Александр Иванович
  - 03.09.1813 — 29.08.1814 — командующий полковник Айгустов, Алексей Иванович
  - 10.03.1816 — 13.09.1816 — командующий полковник Айгустов, Алексей Иванович
- 13.09.1816 — 09.06.1825[30] — генерал-майор Алексеев, Павел Яковлевич
- 09.06.1825 — 01.01.1826 — командующий полковник Анненков, Николай Петрович
- 01.01.1826 — 21.04.1826 — генерал-майор Брычов, Василий Осипович
- 21.04.1826 — 17.07.1826 — генерал-майор Дувинг, Александр Андреевич
- 22.08.1826 — 14.11.1827 — генерал-майор Свободской, Фёдор Михайлович
- 14.11.1827 — 04.10.1829 — генерал-майор Купреянов, Павел Яковлевич
- 04.10.1829 — 02.04.1833 — генерал-майор Гельвиг, Александр Яковлевич
- 02.04.1833 — 06.12.1833 — генерал-майор Свечин, Алексей Александрович
- 06.12.1833 — 05.01.1843 — генерал-майор Аристов, Савелий Андреевич
- 06.01.1843 — 28.01.1849 — генерал-майор Трусов, Фёдор Иванович
- 28.01.1849 — 14.09.1854 — генерал-майор Попов, Александр Иванович
- 14.09.1854[31] — 22.09.1855 — генерал-майор Тетеревников, Николай Кузьмич
- 12.11.1855 — 28.03.1857 — генерал-майор Игнатьев, Пётр Степанович
- 30.08.1873 — 02.11.1874 — генерал-майор Годорожий-Чиколенко, Павел Семёнович
- 02.11.1874 — 22.10.1885 — генерал-майор Мальм, Вильгельм Иванович
- 08.11.1885 — 03.03.1888 — генерал-майор Ден, Александр Иванович
- 23.03.1888 — 04.02.1891 — генерал-майор Кузяевский, Александр Николаевич
- 10.02.1891 — 04.11.1896 — генерал-майор Принц, Пётр Николаевич
- 11.11.1896 — 05.02.1897 — генерал-майор Черняев, Николай Григорьевич
- 12.03.1897 — 02.02.1900 — генерал-майор Тарновский, Захар Целестинович
- 16.03.1900 — 17.03.1906 — генерал-майор Дуброва, Николай Михайлович
- 17.03.1906 — 23.12.1906 — генерал-майор Мозгалевский, Виктор Николаевич
- 08.01.1907 — 04.03.1913 — генерал-майор Зарако-Зараковский, Иван Иванович
- 21.03.1913 — 19.07.1914 — генерал-майор Дернов, Дмитрий Михайлович

### Командиры 3-й бригады
В 1833 3-я бригада расформирована.
- 05.02.1806 — хх.11.1806 — генерал-майор Стратон-Потапов, Лев Иванович
- хх.11.1806 — хх.хх.1808 — генерал-майор ( с 12.12.1807 генерал-лейтенант) Марков, Евгений Иванович
- хх.хх.1808 — 19.10.1810 — полковник Ляпунов, Дмитрий Петрович
- 19.10.1810 — 27.03.1811 — генерал-майор Левицкий, Михаил Иванович
- 27.03.1811 — 05.08.1812[32] — генерал-майор Балла, Адам Иванович
- 05.08.1812 — 29.08.1814[33] — генерал-майор Левицкий, Михаил Иванович
  - 05.08.1812 — хх.хх.1814 — командующий полковник Алексеев, Павел Яковлевич
- 29.08.1814 — 25.12.1815[34] — генерал-майор Ляпунов, Дмитрий Петрович
  - 29.08.1814 — 02.08.1815 — командующий полковник Алексеев, Павел Яковлевич
  - 02.08.1815 — 25.12.1815 — командующий генерал-майор Мацнев, Михаил Николаевич
- 25.12.1815 — 25.12.1819 — генерал-майор Мацнев, Михаил Николаевич
- 25.12.1819 — 02.05.1820[35] — генерал-майор Молостов (Молоствов), Александр Перфильевич (Порфирьевич)
- 02.05.1820 — 22.07.1821 — генерал-майор Кузьмин, Александр Яковлевич
- 22.07.1821 — 20.05.1826 — генерал-майор Ножин, Александр Фёдорович
- 20.05.1826 — 18.09.1828[36] — генерал-майор Симанский, Лука Александрович
- 29.09.1828 — 20.03.1830 — генерал-майор Ралль, Фёдор Фёдорович
- 20.03.1830 — 13.12.1830[37] — генерал-майор Мельгунов, Пётр Ионович
- 13.12.1830 — 04.02.1831 — генерал-майор Жиленков, Павел Максимович
- 04.02.1831 — 11.01.1832 — генерал-майор Кузьмин, Степан Иванович
- 28.01.1832 — 02.04.1833 — командующий полковник Вальц, Александр Иванович

### Помощники начальника дивизии
В период с 28 марта 1857 года по 30 августа 1873 года помощники начальника дивизии фактически являлись бригадными командирами.
- 28.03.1857 — 04.11.1859 — генерал-майор Левуцкий, Фёдор Григорьевич
- 04.11.1859 — 23.12.1863 — генерал-майор Велямович, Урбан Осипович
- 23.12.1863 — 12.07.1867[38] — генерал-майор Лукомский, Люциан Юлианович
- 02.08.1867 — 10.12.1867 — генерал-майор Сакович, Пётр Матвеевич
- 10.12.1867 — 30.08.1873[39] — генерал-майор Токмачёв, Владимир Лаврович

### Командиры 8-й артиллерийской бригады
Номер в наименовании артиллерийской бригады изменялся параллельно с номером пехотной дивизии, к которой бригада была приписана.
До 1875 г. должности командира артиллерийской бригады соответствовал чин полковника, а с 17 августа 1875 г. - чин генерал-майора.
- 23.08.1806 — 25.09.1806 — полковник Новак, Иван Иванович
- 25.09.1806 — 01.10.1809 — полковник (с 16.03.1808 генерал-майор) Ермолов, Алексей Петрович
- 01.10.1809 — 14.02.1811 — полковник Никитин, Алексей Петрович
- 12.10.1811 — 18.01.1812 — подполковник Пустошкин, Иван Степанович
- 18.01.1812 — 13.01.1813 — подполковник Девель, Даниил Фёдорович
- 13.01.1813 — 22.01.1816 — подполковник (с 14.04.1813 полковник) Дитерихс, Аристарх Иванович
- 22.01.1816 — 02.05.1816 — подполковник Харламов, Николай Артемьевич
- 02.05.1816 — 12.12.1819 — полковник Ульрих, Василий Яковлевич
- 05.02.1820 — 24.07.1830 — подполковник Облеухов, Лев Семёнович
- 24.07.1830 — 29.12.1830 — полковник Жуковский, Галактион Степанович
- 29.12.1830 — 01.08.1832 — полковник барон Шлиппенбах, Павел Антонович
- 01.08.1832 — 22.02.1834 — подполковник Астафьев, Алексей Иванович
- 22.02.1834 — 01.09.1837 — полковник Чаплиц, Юстин Адамович
- 01.09.1837 — 14.01.1844[41] — подполковник (с 02.09.1839 полковник) Филипов, Алексей Фёдорович
- 04.02.1844 — 21.08.1848 — полковник (с 06.12.1846 генерал-майор) Сикстель, Василий Христианович
- 08.10.1848 — 11.01.1854 — полковник (с 06.12.1853 генерал-майор) Александров, Александр Александрович
- 11.01.1854 — 15.06.1859 — полковник (с 01.12.1855 генерал-майор) Сегеркранц, Роберт Фёдорович
- 15.06.1859[42] — 24.06.1867 — полковник (с 19.04.1864 генерал-майор) Штаден, Николай Евстафьевич
- хх.хх.1867 — 02.01.1883 — полковник (с 30.08.1875 генерал-майор) Лапцов, Иван Абрамович
- 02.01.1883 — 07.07.1890 — генерал-майор Селиверстов, Василий Михайлович
- 07.07.1890 — 19.10.1892 — генерал-майор Платонов, Леонид Николаевич
- 19.10.1893 — 29.10.1899 — генерал-майор Седлецкий, Павел Аркадьевич
- 29.12.1899 — 06.07.1902 — генерал-майор Лисунов, Павел Григорьевич
- 11.08.1902 — 13.02.1904 — генерал-майор Гренквист, Христиан Петрович
- 03.03.1904 — 17.05.1905 — генерал-майор Берников, Николай Владимирович
- 17.05.1905 — 31.07.1907 — полковник (с 26.11.1906 генерал-майор) Ростовцев, Константин Николаевич
- 02.09.1907 — 30.07.1914 — генерал-майор Зедергольм, Владимир Альбертович
- 10.09.1914 — 15.11.1914[43] — командующий полковник Савицкий, Дмитрий Георгиевич
- 15.11.1914 — 28.04.1917 — генерал-майор Энин, Андрей Александрович
- 28.04.1917 — хх.хх.хххх — командующий полковник Попов, Владимир Васильевич

### Командиры кавалерийской бригады 6-й (с 04.05.1806 7-й) дивизии
В 1810 г. кавалерия выведена из состава дивизии
- 05.02.1806 — 27.07.1806 — генерал-майор князь Одоевский, Иван Сергеевич
- 27.07.1806 — 13.10.1810 — генерал-майор Чаплиц, Ефим Игнатьевич